# Batillipes spinicauda
Espèce
Batillipes spinicauda est une espèce de tardigrades de la famille des Batillipedidae. 

## Distribution
Cette espèce se rencontre dans la mer Méditerranée en Sardaigne et dans la mer Noire en Crimée.

## Publication originale
- D’Addabbo Gallo, Sandulli & Grimaldi de Zio, 2005 : A new Batillipedidae (Tardigrada, Heterotardigrada) from the Orosei Gulf, Sardinia, Tyrrhenian Sea. Zoologischer Anzeiger, vol. 243, no 4, p. 219-225.